# Соколов, Леонид Фёдорович
Леони́д Фёдорович Соколо́в (12 ноября 1918, Михайловка — 15 декабря 2004, Москва) — советский боксёр и тренер по боксу. Выступал в полулёгкой весовой категории в 1930-х — 1940-х годах, трёхкратный чемпион Ленинграда, чемпион Вооружённых Сил СССР, мастер спорта СССР. Тренер команды ЦСКА, главный тренер сборной команды РСФСР, личный тренер олимпийского чемпиона Владимира Сафронова. Заслуженный тренер СССР (1978). Судья международной категории АИБА (1967). Участник Великой Отечественной войны.

## Биография
Родился 12 ноября 1918 года в деревне Михайловка Рязанской губернии. Активно заниматься боксом начал в возрасте шестнадцати лет в Ленинграде. Трижды подряд становился чемпионом Ленинграда по боксу (1936, 1937, 1938), выполнил норматив мастера спорта СССР.
Из-за начавшейся Великой Отечественной войны вынужден был прервать спортивную карьеру. Воевал на фронте, участвовал в Сталинградском сражении. Награждён орденом Отечественной войны I степени, медалью «За отвагу», дважды кавалер ордена Красной Звезды. Когда с Ленинграда была снята блокада, в 1944 году старший лейтенант Соколов представлял сборную города в знаменитой матчевой встрече со сборной Москвы, где победил московского боксёра Владимира Андрюшина.
По окончании войны ещё в течение некоторого времени продолжал выступать на ринге. Так, в 1946 году принял участие в чемпионате СССР в Москве, но уже на предварительном этапе полулёгкой весовой категории потерпел поражение от тбилисского динамовца Георгия Вартанова, который в итоге стал серебряным призёром этих соревнований. В 1947 году Леонид Соколов одержал победу на первенстве Вооружённых Сил СССР.
Впоследствии перешёл на тренерскую работу. Находясь в звании подполковника, в период 1954—1962 годов состоял в тренерском коллективе ЦСКА, возглавлял сборную команду Вооружённых Сил. В частности, в этот период с 1956 года занимался подготовкой заслуженного мастера спорта Владимира Сафронова, чемпиона летних Олимпийских игр в Мельбурне, бронзового призёра чемпионата Европы, двукратного чемпиона СССР. В 1962—1985 годах занимал должность старшего тренера сборной команды РСФСР по боксу. В течение определённого времени осуществлял тренерскую деятельность в Болгарии, внёс значительный вклад в развитие болгарского бокса — за эту работу награждён «Золотой медалью Болгарии». Стоял у истоков профессионального бокса СССР, занимал должность вице-президента Всесоюзной ассоциации боксёров СССР. За выдающиеся достижения на тренерском поприще в 1978 году удостоен почётного звания «Заслуженный тренер СССР», награждён орденом Трудового Красного Знамени.
Неоднократно принимал участие в соревнованиях по боксу в качестве судьи. Судья всесоюзной категории (1957). Судья международной категории АИБА (1967).